# Phrynomedusa marginata
Espèce
Synonymes
- Phyllomedusa marginata Izecksohn & Cruz, 1976

Statut de conservation UICN

 LC  : Préoccupation mineure
Phrynomedusa marginata est une espèce d'amphibiens de la famille des Phyllomedusidae.

## Répartition
Cette espèce est endémique du Brésil. Elle se rencontre entre 200 et 800 m d'altitude :
- dans l'État de l'Espírito Santo à Santa Teresa ;
- dans l'État de Rio de Janeiro à Teresopolis et Paraty ;
- dans l'État de São Paulo à Ubatuba.

## Publication originale
- Izecksohn & Cruz, 1976 : Nova espécie de Phyllomedusinae do Estado do Espírito Santo, Brasil (Amphibia, Anura, Hylidae). Revista Brasileira de Biologia, Rio de Janeiro, vol. 36, no 1, p. 257-261.